# Régine Teyssot
Régine Teyssot (* 1. April 1950) ist eine französische Schauspielerin und Synchronsprecherin.

## Leben
Régine Teyssot ist seit 1972 als Schauspielerin vor der Kamera tätig. Sie wirkte bislang in mehreren Filmen und Fernsehserien mit. Sie ist auch am Theater tätig. Ihr Debüt gab sie 1972 in dem Film Antigone. Anschließend trat sie 1973 in der Fernsehserie Julia von Mogador auf. Außerdem wurde sie 1981 für die Serie Kommissar Cabrol ermittelt gecastet. 1986 spielte Teyssot in Die Bestechlichen mit.
Teyssot ist umfangreich als Synchronsprecherin aktiv. So sprach sie in der französischen Version der Zeichentrickserie Die Simpsons und in Die Simpsons – Der Film die Figuren Edna Krabappel, Maude Flanders, Agnes Skinner, Helen Lovejoy und Itchy. Sie synchronisiert auch mehrere Figuren in Zeichentrickserien wie beispielsweise South Park, Batman, Family Guy oder American Dad.

## Filmografie (Auswahl)
- 1972: Antigone
- 1973: Julia von Mogador (Fernsehserie)
- 1981: Kommissar Cabrol ermittelt (Fernsehserie)
- 1984: Die Bestechlichen (Les Ripoux)
- 1986: Maguy (Fernsehserie)
- 1987: Der große Knall (Le Big-Bang, Stimme im Original)